# Garhwa
Garhwa (hindi: गढवा जिला) är en stad i den indiska delstaten Jharkhand, och är huvudort för ett distrikt med samma namn. Folkmängden uppgick till 46 059 invånare vid folkräkningen 2011.